# Empis nitidula
Empis nitidula är en tvåvingeart som beskrevs av Zetterstedt 1859. Empis nitidula ingår i släktet Empis och familjen dansflugor.
Artens utbredningsområde är Sverige. Arten är reproducerande i Sverige. Inga underarter finns listade i Catalogue of Life.